# میناکاری

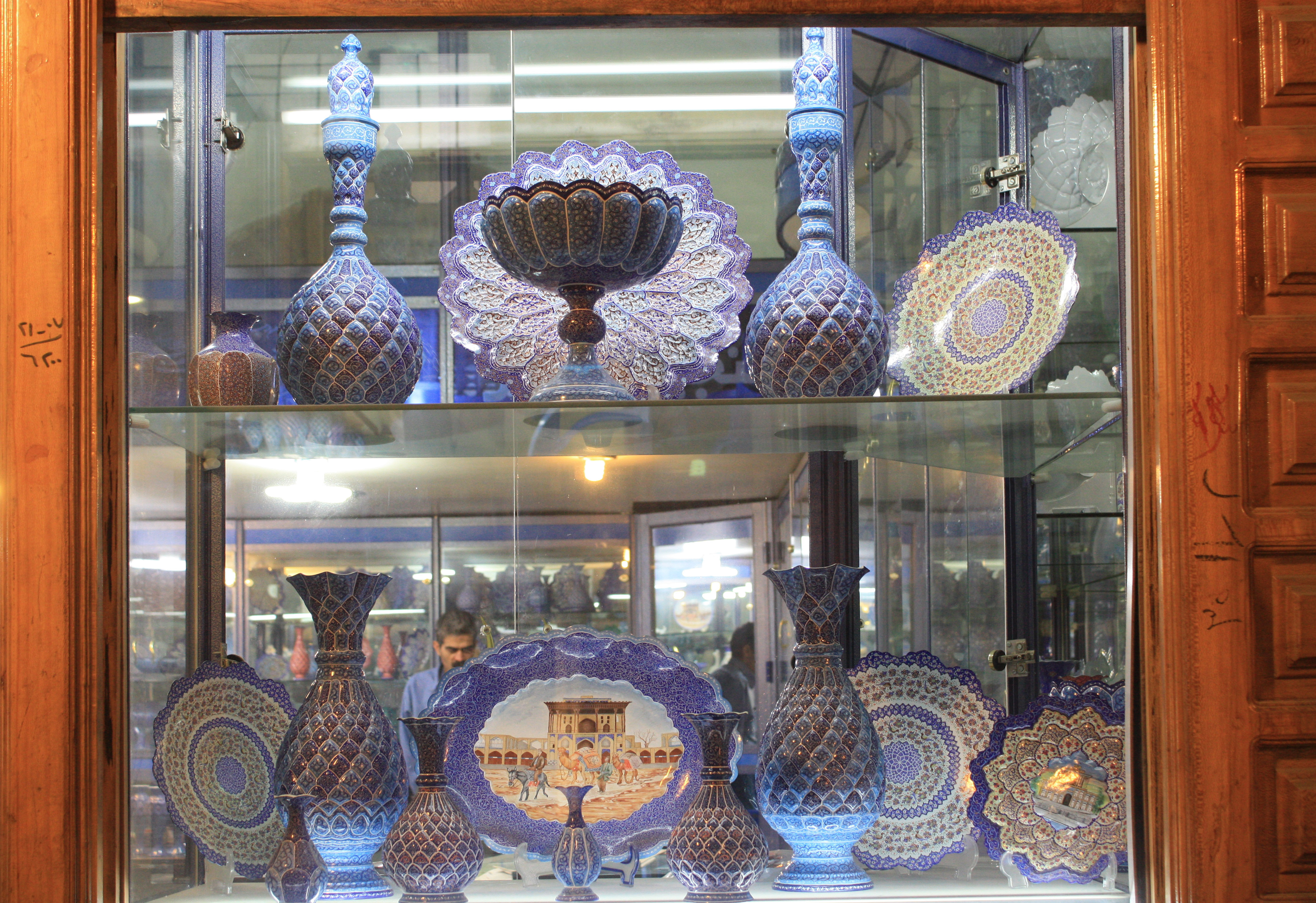

میناکاری، میناگری یا میناسازی به نقاشی و آراستن فلزات با رنگ‌های لعاب‌دار گفته می‌شود. این هنر سابقه‌ای در حدود پنج هزار سال دارد و از صنایع دستی محسوب می‌شود. امروزه این هنر بیشتر بر روی مس انجام می‌شود ولی می‌توان بر روی طلا، نقره و سفال نیز آن را به عمل آورد. طلا و نقره تنها فلزاتی هستند که به هنگام ترکیب با مینا اکسید نمی‌شوند از اینرو امکان اجرای طرح همراه با جزئیات و با شباهت هر چه تمامتر بر روی مینا را ایجاد می‌کنند در حالی که میناهای مسی چنین کیفیتی را ندارند. میناکاری بر روی طلا و نقره هنر شکل‌گیری مینا بر روی آن از ترکیب اکسیدهای فلزات و چند گونه نمک در مجاورت حرارت بالا (۷۵۰ تا ۸۵۰ درجه سانتی گراد) می‌باشد. که رنگ‌ها در طول زمان و بر اساس دما به وجود می‌آیند. امروزه در ایران کانون تولید ظروف میناکاری شهر اصفهان و استادان برجسته‌ای در تولید آثار مینا مشغول به فعالیت هستند.
پیشینه این هنر در ایران به زمان هخامنشیان می‌رسد و در زمان ساسانیان دچار تحولی بزرگ می‌شود، بنا بر نظر بسیاری از پژوهشگران تاریخ هنر، این دوره اوج شکوفایی هنر میناکاری است و معتقدند که میناکاران بیزانس و به دنبال آن سایر ممالک خارجی، این هنر را با ویژگی‌های عالی و شگفت انگیزش، از هنرمندان ایرانی در دوره ساسانیان فراگرفتند.
محصولات این هنر در بسیاری از نقاط ایران تولید می‌شوند؛ اما اصفهان کانون تولید میناکاری ایران به‌شمار می‌رود و استادان برجسته‌ای در این زمینه را در خود جای داده‌است.

## پیرامون واژه
در فرهنگ دهخدا میناسازی چنین تعریف شده‌است: نقاشی و تزیین فلزاتی همانند طلا، نقره و مس به وسیلهٔ رنگ‌های لعابدار مخصوصی که در حرارت بسیار زیاد پخته و ثابت شود.

### مینا کاری در لغت
نزدیک‌ترین معنای لغوی برای مینا به معنی آسمان آبی است.

مینا کاری هنری است که طرح‌های متفاوتی که معمولاً با قلم سفید است بر روی ظروف مسی، نقره‌ای و طلایی نقش می‌شود. رنگ زمینهٔ زیر نقوش معمولاً به رنگ‌های آبی، سبز و گاهی قرمز می‌باشد که اگر به چشم هنر به داخل ظروف منقوش مینا بنگریم یادآور پهنای زیبای آبی آسمان باشد. شاید به همین خاطر است که اسم این هنر را مینا کاری نامیده‌اند. 

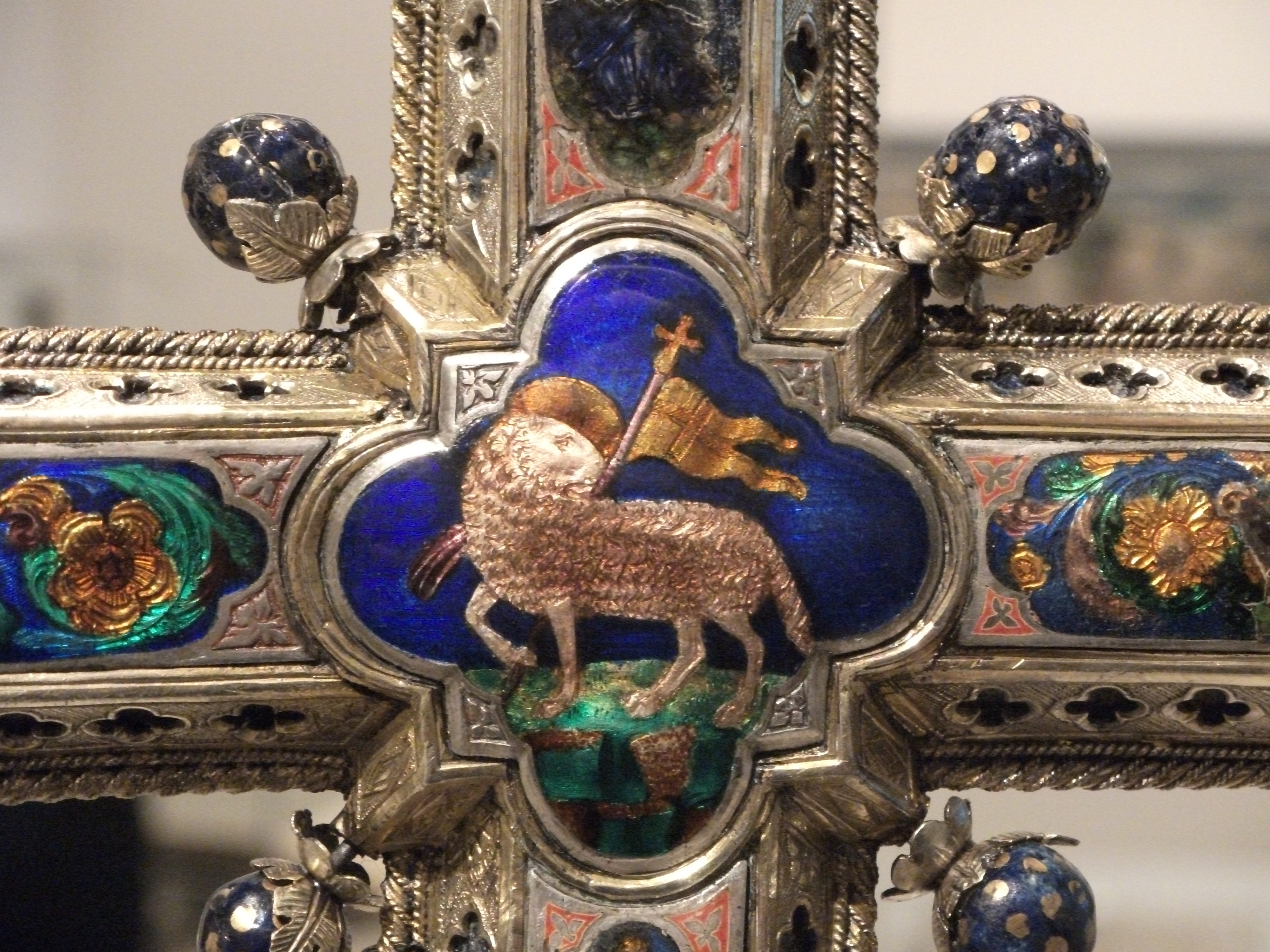
صلیب مذبح که بر روی آن میناکاری براق انجام گرفته‌است. فلورانس، سدهٔ پانزدهم.

## پیشینه
میناکاری هنری با پیشینه‌ای در حدود پنج هزار سال است که برای زیبایی بخشیدن زیور آلات و ظروف مختلف استفاده می‌شده‌است. این هنر ترکیبی از آتش و خاک است که با هنر نقاشی آمیخته می‌گردد و نقش‌های زیبایی را می‌آفریند. به گفته برخی کارشناسان و در پی تطبیق دادن میناکاری‌های بیزانس با آثار ایرانی، این هنر در ایران شکل گرفته و سپس به دیگر کشورها رفته‌است. البته در اروپا آثاری باستانی یافت شده که پیشینه‌ای بسیار طولانی دارند. برای نمونه شش انگشتر طلا مربوط به سیزده سده پیش از میلاد در قبرس یافت شده که نمونه‌ای از میناکاری مرصع می‌باشند. همچنین مجسمه معروف زئوس که در یونان پیدا شده مربوط به پانصد سال پیش از میلاد می‌باشد.
همچنین در مورد لعاب شیشه‌ای مینا بر روی فلز؛ و در کاوش‌هایی که در نهاوند صورت گرفت یک جفت گوشواره طلا به دست آمده‌است که سبک زرگری آن به سده هفتم تا هشتم پیش از میلاد مربوط می‌باشد.

### هخامنشیان
در کاوش‌های صورت گرفته در نهاوند، یک جفت گوشواره طلا به دست آمده‌است که سبک زرگری آن به سده هفتم تا هشتم پیش از میلاد مربوط می‌شود و نمونه ای از لعاب شیشه ای مینا بر روی فلز به‌شمار می‌رود. یکی از این نمونه‌های قدیمی بازوبندی از طلا به همراه میناکاری‌های تزیین شده بر روی آن است که مربوط به دوران هخامنشیان می‌باشد. در حال حاضر این اثر باستانی در موزه ویکتوریا و آلبرت لندن نگهداری می‌شود. کاسه برنزی موجود در موزه هنر لس آنجلس نیز از دیگر نمونه‌های ایرانی این هنر است که قدمت آن به ۵۵۰ تا ۳۳۰ پیش از میلاد بازمی‌گردد و ۱۵ سانتی‌متر قطر و ۳٫۲ سانتی‌متر عمق دارد.

### ساسانیان
بشقاب‌های ساسانی که در ارمنستان کشف شده در موزه هنرهای اسلامی برلین و در موزه متروپولیتن نیویورک نگهداری می‌شوند، نمونه‌های از آثار باستانی میناکاری ایرانی می‌باشند. همچنین در موزه آرمیتاژ سن پترزبورگ و موزه‌های انگلستان و فرانسه نیز آثار دیگری از میناکاری ایرانی موجود می‌باشد.

### سلجوقیان
اوج هنری این هنر در دوره سلجوقیان بوده که تهیه ظروف برنجی و میناکاری مرسومیت داشته‌است و این آثار به کشورهای همسایه نیز فرستاده می‌شده‌است. یکی از نمونه‌های ارزشمند این دوره «سینی آلپ ارسلان» است که میناکاری بر روی نقره است و در موزه صنایع ظریفه بوستون نگهداری می‌شود. این اثر توسط استادی به نام «حسن الکاشانی» ساخته شده و نامش با خط کوفی بر روی آن حک شده‌است.

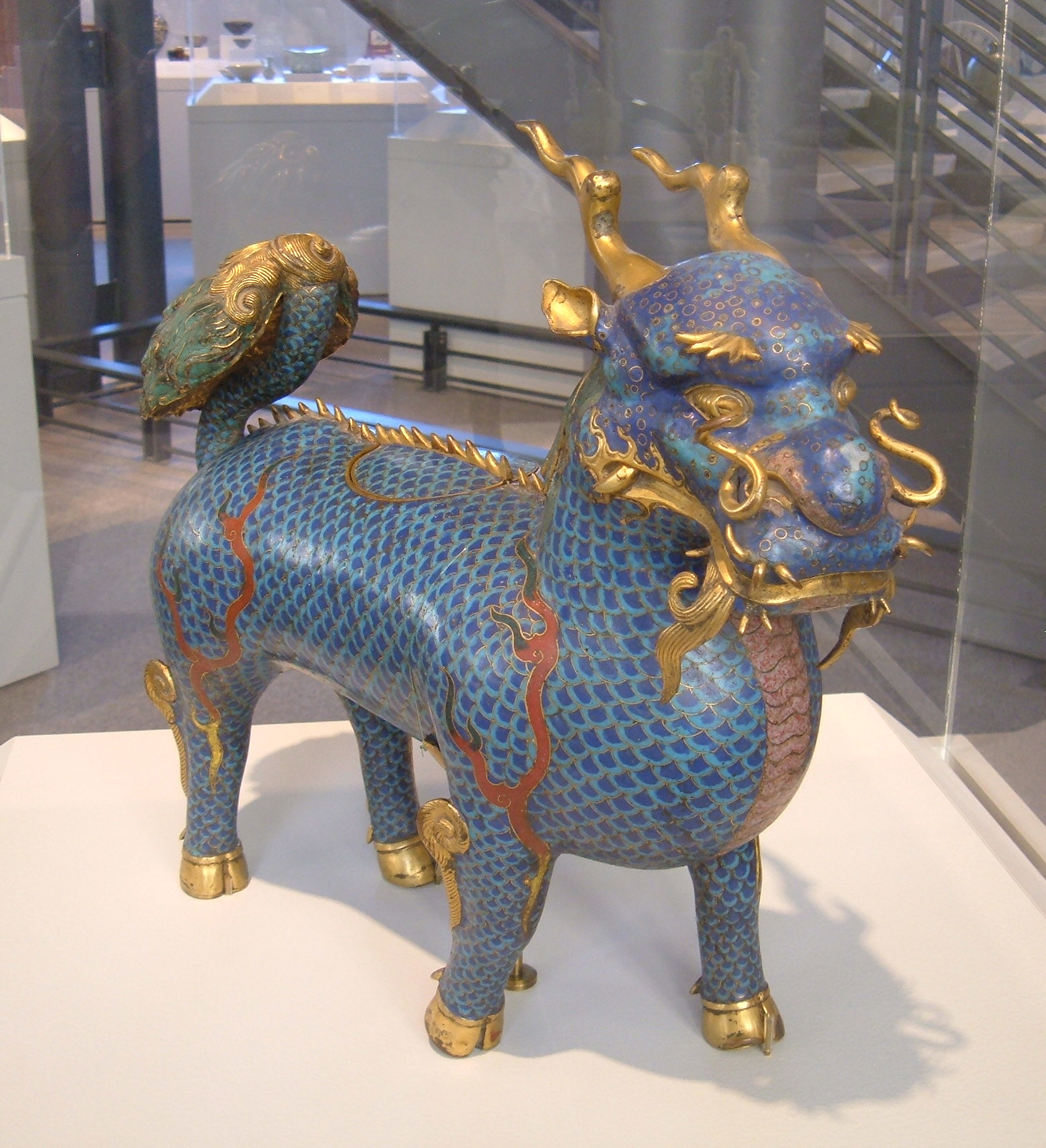
میناکاری خانه‌بندی به سبک چینی بر روی یک بخورسوز، سده‌های ۱۷–۱۸ میلادی.

### مغول‌ها و تیموریان
در این دوره هنر فلزکاری به به دنبال آن میناکاری ایرانی دچار تغییرهایی گشت. سبک نوینی در میناکاری ایران به وجود آمد به‌طوری‌که تصویرها و شکل‌هایی که مربوط به ظاهر و لباس درباریان ایرانی بود جایگزین نگاره‌های عربی شد. همچنین در دوره تیموری نیز ترصیع فلز به شرقی‌ترین صورت خودش رسید.

### صفویان
در این زمان نقش‌های مینیاتوری همانند مجلس‌های بزم در دبار، شکار و اسب‌سواری بیشتر رواج داشت و میناکاری بر روی نقره انجام می‌شد. همچنین نقش‌های اسلیمی و ختایی به طرح‌ها افزوده شد و رنگ قرمز نیز بیشتر از همه دوره‌ها به کار میناکاران آمد.

### قاجار
در دوران قاجار، میناکاری کمی از تب و تاب افتاد و به اشیایی مانند سر قلیان و کوزه قلیان و کوزه و بادگیر قلیان محدود شد. در کاخ گلستان تاجی میناکاری شده از مس مربوط به آغامحمدخان دیده می‌شود. در دربار شاهان این سلسله به ویژه ناصرالدین شاه که قلیان کشیدن از سرگرمی‌هایش بود، قلیان‌های میناکاری شده وجود داشت. در خانه‌های اشراف و بزرگان نیز قلیان، کمربند، آفتابه لگن، انفیه‌دان، گلاب‌پاش، گوشواره، اشکدان و قوطی سیگار میناکاری شده نیز به چشم می‌خورد.

### معاصر
در دوره معاصر بعد از دوره قاجار برای مدتی این هنر با فراموشی و کم فروغی همراه بود. حضور شکرالله صنیع زاده و کارگاهش که در آن هنرمندان بنامی پرورش یافتند باعث شد که این هنر تاحدی دوباره به روزهای پر شکوهش بازگردد و توانست هنر میناکاری را به‌نوعی احیا نماید. اکنون بسیاری از هنرمندان باتجربه و خوش‌ذوق در زمینه میناکاری روی طلا به سبک دوره قاجار فعالیت می‌نماید. در حال حاضر «مینای خانه‌بندی» از رونق افتاده و فقط مینای نقاشی رواج دارد و مرکز آن نیز شهر اصفهان است. از جمله دیگر میناسازان برجسته می‌توان از: غلامحسین فیض اللهی، حسین هنردوست، مهدی غفاریان، برادران نعمت‌اللهی، محمدعلی فرشید، ابراهیم زرقونی و فرزندان شکرالله صنیع زاده نام برد.
هم‌اکنون بانوان بسیاری پا به عرصه میناکاری نهاده‌اند به گونه‌ای که اکثر ظروف و نقوش میناکاری موجود در بازار به وسیله دستان هنرمند زنان اصفهانی شکل گرفته‌است. از جمله استادان زن معاصر می‌توان از خانم مینا جوهری نام برد که به صورت تلفیقی آثاری ارزشمند را خلق نموده‌است.

## میناکاری در مکتوبات
آرتور پوپ خاورشناس آمریکایی در کتاب «بررسی هنر ایران» دربارهٔ هنر میناکاری چنین گفته‌است: «میناکاری هنر درخشان آتش و خاک است، با رنگ‌های پخته و درخشان که سابقه آن به ۱۵۰۰ سال پیش از میلاد می‌رسد و ظهور آن بر روی فلز در طول سده ششم تا چهارم پیش از میلاد و پس از سال ۵۰۰ پیش از میلاد مشاهده می‌شود. هنر میناکاری در ایران بیش از نقاط دیگر تجلی داشته و یکی از نمونه‌های قدیمی آن درعهد صفویه توسط ژان شاردن جهانگرد فرانسه ذکر شده‌است که قطعهٔ مینایی از کارهای اصفهان بوده، مشتمل بر طرحی از پرندگان و حیوانات بر زمینه گل و بته به رنگ آبی کم رنگ و سبز و زرد و قرمز.» لئو برونستین و اروین مرگولیس نیز سابقه این هنر را در ایران به زمان اشکانیان و ساسانیان می‌دانند ولی استفاده از آن را تا پیش از حکومت ایلخان مغول، غازان خان، روشن نیست.
همچنین در کتاب «جغرافیای اصفهان» (چاپ ۱۳۵۶) یکی از برجسته‌ترین میناکاران نامدار اصفهان را چنین نام برده‌است: آقا علی نقاش که همچون پدرش آقا باقر، نقاش و میناساز برجسته‌ای بوده که در سال‌های پایانی پادشاهی محمد شاه قاجار درگذشت. دیگر استادان به نام آن دوره محمد باقر، میرزا بابا، احمد بوده‌اند.

## انواع میناکاری
مینا به لحاظ روش تولید به دو دسته تقسیم می‌شود:
۱) مینای خانه‌بندی
۲) مینای نقاشی

### مینای خانه‌بندی
مینای خانه‌بندی شیوه‌ای قدیمی است که به «مینای سیمی» نیز معروف است از مفتول‌های بسیار نازک استفاده می‌شود. مفتول‌ها را به شکل دلخواه درمی‌آورند و با چسب روی قطعه کار قرار داده با یک لعاب شیشه‌ای روی آن را می‌پوشانند. سپس آن را در داخل کوره‌ای با حدود ۱۰۰۰ درجه حرارت قرار می‌دهند و مفتول‌ها به قطعه کار جوش می‌خورند. در مرحله بعد رنگ‌های مخصوص میناکاری را که به شکل پودر می‌باشند را بر روی سطح کار پر می‌کنند. بعد از آنکه سطح کار یکسان و هموار شد آن را به مدت ۳ دقیقه در داخل کوره‌ای با حرارتی حدود ۱۰۰۰ درجه قرار می‌دهند. مفتول‌های با برنجی بعد از قرا گرفتن در کوره سیاه می‌شوند و باید با اسیدکاری رنگشان به حالت نخستین بازگردد. مینای خانه بندی در اصفهان و تهران رایج بوده ولی در حال حاضر تنها کارگاه آموزشی مینای خانه بندی در پژوهشکده میراث فرهنگی است که این هنر را آموزش می‌دهد. «مینای سیاه» یک گونه از «مینای خانه‌بندی» به‌شمار می‌آید که به «مینای صائبین» نیز معروف است. این شیوه میناکاری به‌طور عمده در جنوب کشور و به ویژه در اهواز انجام می‌شود.

### مینای نقاشی
روشی که امروزه در اکثر شهرها مرسوم است به این صورت که نقش‌های مینا بر روی لعابی شفاف شکل می‌گیرد. بدین منظور و برای میناکاری، ابتدا استادی مسگر یا دواتگر می‌بایست که شیء مربوط را بر اساس طرح مورد نظر بسازد و سپس استادی میناکار روی آن را لعاب سفید رنگ بدهد. مرحله لعاب دهی سه یا چهار بار انجام می‌گیرد و هر بار نیز همراه با قرار گرفتن در کوره با حدود ۹۰۰ درجه گرما هست تا رنگ لعاب ثابت شود. سپس نقاشی روی این جسم سفیدرنگ انجام می‌شود و دوباره شی به کوره می‌رود تا در درجه‌ای در حدود ۸۵۰ تا ۹۰۰ درجه پخته شده و رنگ‌ها به شکل دلخواه در آیند. هم‌اکنون از رنگ‌های شیمیایی در نقاشی شی استفاده می‌گردد حال آنکه در گذشته رنگ‌های بکار گرفته شده گیاهی یا معدنی بودند. شفافیت مینا نیز از وجود اکسید قلع به‌دست می‌آید؛ ولی در مینای منقوش که در زمان قدیم معمول بود ابتدا ماده لعابین را که از سیلیس و زنگارهای فلزات به‌دست می‌آید به صورت گرد درآورده وبا قلع کدر می‌کنند آنگاه حرارت می‌دهند تا مینای کدر به فلز جوش داده می‌شود و آنگاه بر این زمینه طرح مورد نظر به رنگ‌های آبگینه‌ای رسم و سپس ذوب می‌شود.

## آثار مینا
میناسازان آثار متفاوتی را تولید می‌کنند که برخی از رایج‌ترین آن‌ها چنین می‌باشند:
- بشقاب میناکاری ، گلدان، کاسه و قدح، قاب‌های عکس، تابلوهای مینا که با هنرهای دیگر مانند طلاکاری، خاتم‌کاری، مینیاتور، جواهرسازی ترکیب می‌شود.

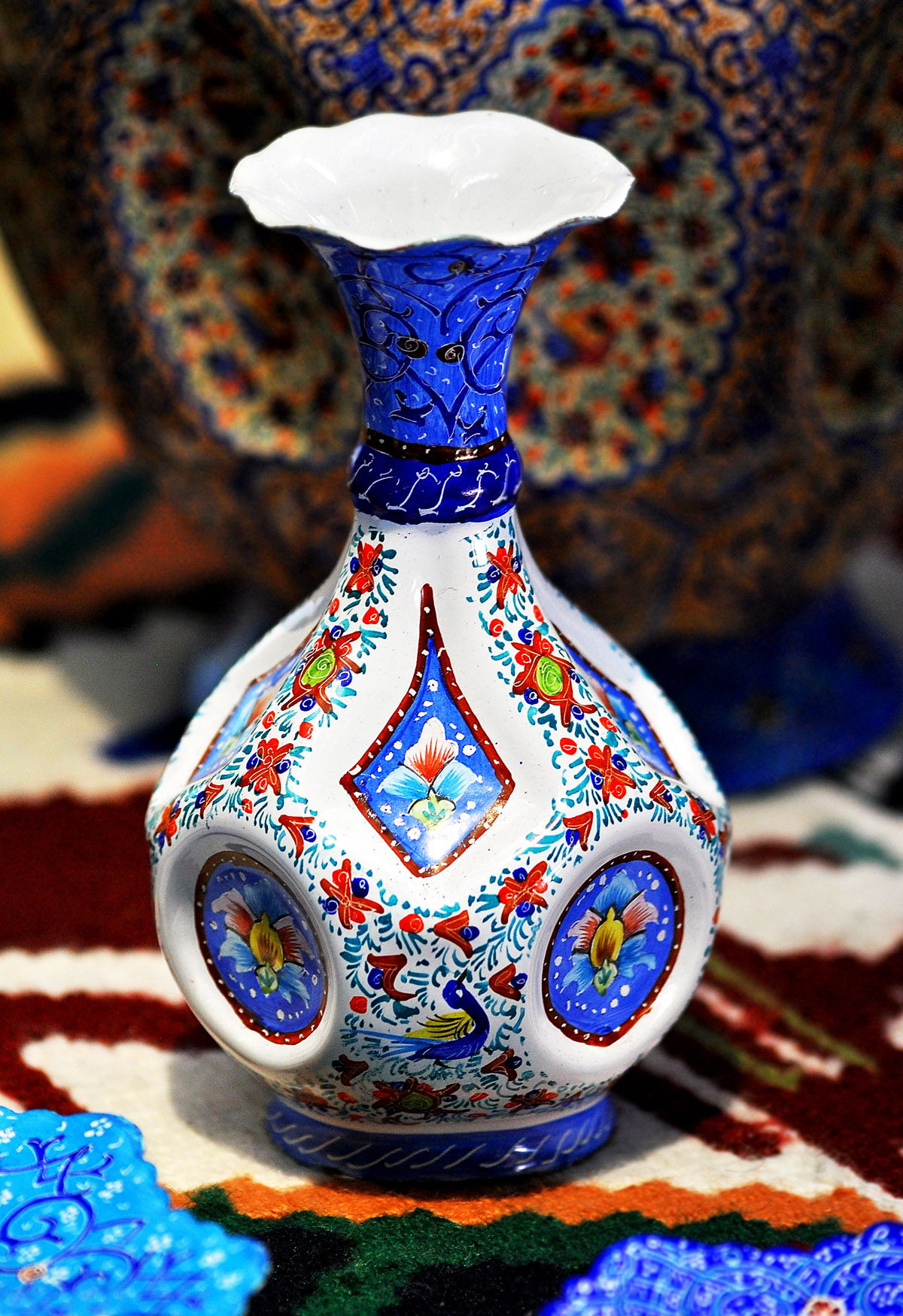

- درها، پنجره‌ها و ضریح‌های میناکاری شده در مکان‌های مذهبی به ویژه حرم امامان شیعی.
- اشیای تزیینی: جعبه‌های آرایش زنانه، جعبه‌های خاتم‌کاری و میناکاری، سرویس چایخوری و شربت خوری، قلیان، جعبه قرآن، زره، آیینه، قلمدان، کمربند، حباب‌های میناکاری، گلاب پاش، آلبوم عکس، انفیه دان، غلاف خنجر.
- زیور آلات: گوشواره، سینه ریز، گلوبند، انگشتر، مدال.

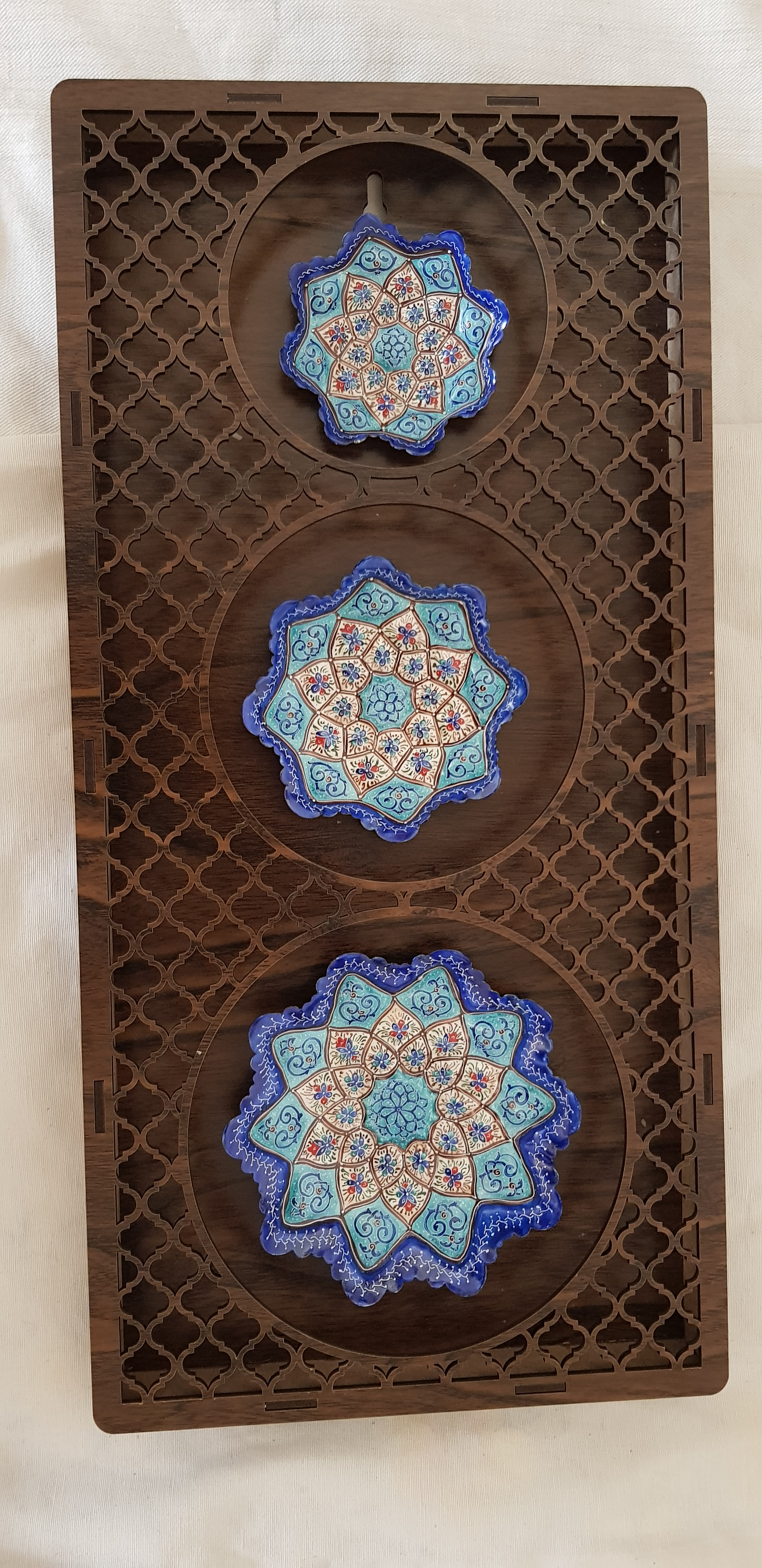

## گلدان صراحی میناکاری شده
با وزن تقریبی ۹۵۰ گرم، از جنس پایه مس و دارای طرح ختایی می‌باشد که با رنگ‌های، آبی و کرم و لاجوردی و فیروزه ای و همچنین با نقوش ختایی و اسلیمی نقاشی و تزیین گردیده.

## میناکاری روی سفال
میناکاری روی سفال در ایران یکی از مهم‌ترین هنرهای دستی است و هنرمندان ایرانی با استفاده از تکنیک‌های مختلف، اثرهایی بسیار زیبا و با ارزش خلق کرده‌اند. در ادامه، به برخی از نمونه‌های میناکاری روی سفال در ایران اشاره می‌کنیم:

### بشقاب‌های میناکاری شاهنشاهی
این بشقاب‌ها در دوران صفویه توسط هنرمندان ماهر ایرانی ساخته شده‌اند و با استفاده از تکنیک‌های میناکاری روی سفال، طرح‌هایی با ارزش و زیبا را روی بشقاب خلق کرده‌اند. این بشقاب‌ها با طرح‌های مختلفی از جمله گل‌ها، حیوانات، طبیعت و… تزئین شده‌اند.

### آبدیت‌های میناکاری
آبدیت‌های میناکاری یکی از معروف‌ترین نمونه‌های میناکاری روی سفال در ایران هستند. این نوآوری‌ها با استفاده از تکنیک‌های میناکاری روی سفال و با طرح‌هایی با ارزش و زیبا، تزئین شده‌اند. در این نوآوری‌ها، طرح‌های مختلفی از جمله گل‌ها، حیوانات، فرشتگان، پرندگان و… استفاده شده‌اند.

### کاسه‌های میناکاری
کاسه‌های میناکاری نیز یکی دیگر از نمونه‌های مهم میناکاری روی سفال در ایران هستند. این کاسه‌ها با تکنیک‌های مختلف و با طرح‌هایی با ارزش و زیبا، تزئین شده‌اند. 

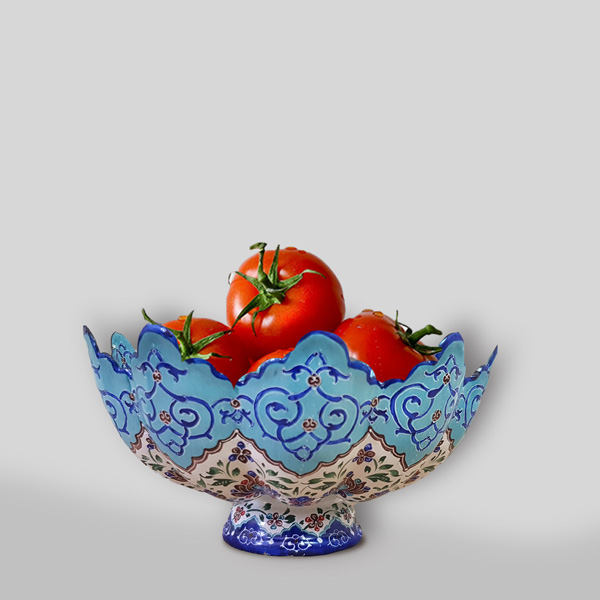

### گلدان‌های میناکاری
گلدان‌های میناکاری نیز یکی از نمونه‌های میناکاری روی سفال در ایران هستند. این گلدان‌ها با استفاده از تکنیک‌های مختلف و با طرح‌هایی با ارزش و زیبا، تزئین شده‌اند. در این گلدان‌ها، طرح‌های مختلفی از جمله گل‌ها، حیوانات، پرندگان و… استفاده شده‌اند.

### بطری‌های میناکاری
بطری‌های میناکاری نیز یکی از نمونه‌های مهم میناکاری روی سفال در ایران هستند. این بطری‌ها با تکنیک‌های مختلف و با طرح‌هایی با ارزش و زیبا، تزئین شده‌اند. در این بطری‌ها، طرح‌های مختلفی از جمله گل‌ها، حیوانات، طبیعت و… استفاده شده‌اند.

### بشقاب‌های طبیعت
بشقاب‌های طبیعت نیز یکی از نمونه‌های میناکاری روی سفال در ایران هستند. این بشقاب‌ها با تکنیک‌های مختلف و با طرح‌هایی با ارزش و زیبا، تزئین شده‌اند. در این بشقاب‌ها، طرح‌های مختلفی از جمله درختان، شعله آتش، ماه، ابر و… استفاده شده‌اند.

### سبدهای میناکاری
سبدهای میناکاری نیز یکی دیگر از نمونه‌های مهم میناکاری روی سفال در ایران هستند. این سبدها با استفاده از تکنیک‌های مختلف و با طرح‌هایی با ارزش و زیبا، تزئین شده‌اند. در این سبدها، طرح‌های مختلفی از جمله گل‌ها، حیوانات، طبیعت و… استفاده شده‌اند.

### قاب‌های میناکاری
قاب‌های میناکاری نیز از دیگر نمونه‌های میناکاری روی سفال در ایران هستند. این قاب‌ها با تکنیک‌های مختلف و با طرح‌هایی با ارزش و زیبا، تزئین شده‌اند. در این قاب‌ها، طرح‌های مختلفی از جمله گل‌ها، حیوانات، طبیعت و… استفاده شده‌اند.
در کل، میناکاری روی سفال در ایران یکی از مهم‌ترین هنرهای دستی است و هنرمندان ایرانی با استفاده از تکنیک‌های مختلف، اثرهایی بسیار زیبا و با ارزش خلق کرده‌اند. طرح‌های مختلفی از جمله گل‌ها، حیوانات، طبیعت و… در نمونه‌های مختلف میناکاری روی سفال در ایران استفاده شده‌اند.

## نوع رنگها
رنگ‌های میناکاری بر روی فلزات و روی سفال با یکدیگر متفاوت می‌باشد. رنگهایی که در میناکاری بکار می‌روند به دو طریق طبقه‌بندی می‌شوند:

### بر اساس منشأ
1. رنگ‌های گیاهی که در چیت‌سازی هم بکار می‌رود.
2. رنگ‌های معدنی که در نقاشی و میناکاری به کار می‌رفتند.
3. رنگ‌های فلزی که روی شی کار می‌شود.

### بر اساس میزان عبور نور
1. اوپک یا مات
2. ترانسپرنت یا شفاف

#### رنگ آبی (لاجوردی)
برای تهیه رنگ آبی اکسید کبالت یا فسفات کبالت یا آرسنات کبالت را به یکی از اکسیدهای آلومینیم (آلومین)، آهک (اکسید کلیسیم)، اکسید مگنز یا کوارتز اضافه می‌کنند. اکسید کبالت با کائولین ترکیب می‌شود و رنگ آبی روشن به وجود می‌آید. اگر آرسنات یا فسفات جانشین اکسید کبالت شود، رنگ آبی تیره به دست می‌آید و با اضافه کردن اکسید روی رنگ آبی آسمانی به وجود می‌آید؛ هم چنین با اضافه کردن اکسید نیکل (NiO) رنگ آبی متمایل به خاکستری به دست می‌آید و بالاخره با اضافه کردن اکسید کروم می‌توان به رنگ سبز مایل به آبی رسید.

#### رنگ قرمز مایل به بنفش (صورتی)
با مخلوط کردن موادی مانند و مقدار بسیار کمی رنگ قرمز مایل به بنفش به وجود می‌آید و با افزایش مقدار آهک، رنگ آتشی تر می‌شود و اگر مقدار بالا رود رنگ قرمز متمایل به آبی حاصل می‌شود. اسید بوریک این رنگ را به طرف رنگ بنفش تمایل می‌دهد و اکسید پتاسیم و سدیم رنگ صورتی فوق را به رنگ بنفش ارغوانی تغییر می‌دهد.
خرده‌شیشه+ نشادور+ محلول طلا

#### رنگ سبز
مواد اصلی رنگ سبز اکسید کروم است که سخت حل می‌شود و کاربرد آن در دمای بالا است و چون این کسید خود استحکام کافی در مقابل حرارت دارد، بنابراین اضافه کردن اکسید آلومینیوم (آلومین) به آن لزومی ندارد. برای مواد رنگ سبز از اکسید کروم (Cr2O3) خالص استفاده می‌شود و برای تیره کردن آن از اضافه کردن مقداری اکسید نیکل (NiO) استفاده می‌شود و برای سبز تیره دارای (O,VNiO), (Cr2O3) و سبز روشن، توسط حرارت دادن (Cr2O3) با آهک یا (CaF2) (فلوئورید کلسیم) به دست می‌آید و رنگ سبز روشن مایل به زرد، مخلوطی از کرومات باریم، آهک و اسید بوریک تهیه می‌شود و کرومات باریم از ترکیبات کلرور باریم به دست می‌آید و با اضافه کردن مقدار کمی اکسید آهن رنگ سبز متمایل به قهوه ای تولید می‌شود.
هم چنین ترکیبات مس برای تولید رنگ سبز مورد استفاده قرار می‌گیرد؛ زیرا این مواد در لعاب به راحتی حل می‌شود.
براده مس+ سنگ چخماق +کرومات سرب

#### رنگ زرد
با آنتیموانات سرب می‌توان رنگ زرد به دست آورد. با تغییر دادن مقدار اکسید بُر (B2O3)، قلیایی‌ها و (SrO2) و هم چنین (FeO) محتوی در این رنگ می‌توان انواع رنگ‌های زرد دیگری را به دست آورد. زرد لیمویی در دماهای ۱۰۲۰ الی ۱۰۵۰ درجه سانتیگراد کاربرد دارد و می‌توان با اضافه کردن اکسید سر تا ۱۲ درصد در مقابل افزایش دما تا حدی غیرحساس کرد. زرد طلایی دمای گداز مواد رنگ (SK-3a-4a) است. مواد رنگ زرد را می‌توان توسط وانادیم اکسید زیرکن و همچنین با قلع وانادیوم تولید رنگ زرد وانادیوم، اکسید زیرکن حساسیت کمتری نسبت به دما نشان می‌دهد. این رنگ در لعاب‌های قلعی ای استفاده می‌شود که مقدار اکسید کلسیم آنها تا حد امکان کم باشد. اضافه کردن کربنات منیزیم رنگ را مناسب تر می‌کند. به‌طور کلی ترکیب رنگ زرد از براده آهن، اکسید کرمیم (کرمیک) اکسید قلع و سرب است.

#### رنگ قرمز ارغوانی
از مخلوط اکسید قلع و رسوب طلا حاصل می‌شود. این دو ماده می‌توانند به نسبت‌های مختلف با یکدیگر مخلوط شوند. برای کار کردن با این رنگ بهتر است که خوب وامال شود تا بتواند بهتر و برای کارهای ظریف تر مورد استفاده قرار گیرد. ترکیبات آن عبارتند از: بلور، تنه کار، بوره، شوره و طلای حل شده.

#### رنگ فیروزه‌ای
از ترکیب قلع، سرب، پودر شیشه، سنگ چخماق، بلور توفال مس، رنگ قمی یا نائینی به دست می‌آید.
اکسید قلع و اکسید سرب+ سنگ چخماق+ خرده‌شیشه+ براده مس

#### رنگ قهوه‌ای
رنگ قهوه ای را می‌توان با مخلوط کردن اکسیدهای Fe2O3 و Cr2O3 و Al2O3 و ZnO به دست آورد. همچنین رنگ قهوه ای دیگری را می‌توان با اکسید منگنز به دست آورد. اما به‌طور کلی رنگ قهوه ای از ترکیبات اکسید آهن، اکسید کرم سبز و اکسید روی حاصل می‌شود.

#### رنگ مشکی (سیاه)
مواد رنگ مشکی با مخلوط کردن اکسید آهن (Fe2O3)، کروم و اکسید کبالت (CoO) به دست می‌آید و اگر مقدار آهن بیشتر شود رنگ مشکی متمایل به قهوه ای تغییر می‌کند و با اضافه کردن (CoO) اکسید کبالت رنگ مشکی حاصل می‌شود. برای اینکه مواد رنگ برای نقاشی‌های زیر لعاب مناسب تر شود به آن مقداری کائولن و فلدسپات اضافه کرده، مخلوط می‌کنند. البته با یک اکسید به تنهایی هرگز امکان تهیه رنگ سیاه نیست؛ بنابراین با مخلوط کردن چند اکسید رنگ سیاه کامل به وجود می‌آید و با استفاده از اکسید کبالت و اکسید آهن و حتی بعضی مواقع اکسیدهای دیگر مانند کروم و مس رنگ سیاه به وجود می‌آید. این مخلوط اکسیدها را پس از حرارت دادن آسیاب کرده، مورد استفاده قرار می‌دهند و می‌توان گفت که رنگ مشکی ترکیبی است از اکسید آهن، اکسید سرب، اکسید کبالت و دی‌اکسید منگنز.

#### رنگ طلا
طلا یکی از موادی است که از قدیم برای رنگ کردن شیشه مینا مورد استفاده قرار می‌گرفته‌است. طلا در لعاب رنگ بینایی دارد و درخشندگی مخصوصی به بدنهٔ اجسام لعاب می‌دهد. این رنگ را می‌توان با ضخامتی در حدود ۰/۰۰۰۰۴۱ میلیمتر بر روی بدنه لعاب کاری ترسیم کرد. برای رنگ طلای معمولی از کلرید طلا (AuCl3) با مخلوطی از روغن آلی گوگرددار استفاده می‌کنند. مواد روان‌کننده ای که در اینجا به کار گرفته می‌شود از ترکیبات بیسموت یا اغلب نمک‌های رودیوم یا توریوم است. کاربرد طلا در صنعت لعاب بدین صورت است که ابتدا مایع به دست آمده از طلا را که غالباً رنگ مشکی یا قهوه ای سوخته دارد و به شکل قیر است توسط قلم مو بر روی بدنهٔ لعاب نقاشی می‌کنند. سپس آن را در دمای ۶۰۰ تا ۷۰۰ درجه سانتیگراد در مجاورت ترکیبات فلاکس حرارت می‌دهند. برای رقیق کردن طلا می‌توان از روغن ترپنتین (ترابانتین) نیتروبنزول – تولول (تولوئن) یا سایر مواد دیگر مانند نفت، بنزین و تینر استفاده کرد.

## ابزار و مواد لازم

### ابزارهای مورد نیاز[۱۸]
ورقه (طلا، نقره، مس، ورشو، آهن و برنج) به جهت چکش خواری بیشتر و اکسید نشدن در دمای ذوب مینا بیشتر از طلای ناب استفاده می‌شد. هاون، ماده آبگینه‌ای مینا، کاغذ کپی، چکش، سندان، گیره، اره کمانی و اره فلز بر، قیچی فلز بر، قلم مو، رنگ (گیاهی، معدنی یا فلزی) که در مینای اصیل میناهای رنگین پودر شده که دمای ذوب نسبتاً پایینی از مینای زیرین دارند. کوره، پنس و لحیم‌های مختلف برای جوش‌کاری، دستگاه جوش، سمبه ماتریس‌های مختلف که قالب‌های مختلف گرد، مربع، بیضی دارد، سمبه‌های سوراخ برای تهیه انواع زیورآلات، دستگاه سمباده‌زنی و پرداخت‌کاری، قلم‌موهای بسیار ریز.

### مواد مورد نیاز
اسیدنیتریک و اسید سولفوریک جهت چربی زدایی، ذوقاب برای از بین بردن اکسید به وجود آمده بر روی کار، سیلیس، کربنات، سدیم، پتاسیم، آهک و قلع و سرب نیز از مواد شیمیایی مورد نیاز می‌باشند.

## روش ساخت مینا

### تهیه زیرساخت
اولین مرحله در ساخت یک محصول مینا، تهیه زیرساخت است که معمولاً به دو روش زیر تهیه می‌شود:
- روش خم‌کاری

در این روش قالب مخصوص بشقاب، گلدان یا هر شیء دیگر موردنظر را بین قالب و گیره دستگاه قرار می‌دهند. هنگام چرخیدن ورقه به وسیله میله‌ای که سر آن کاملاً گرد است، با فشار، وزنه را بر قالب خم می‌کنند.
- روش چکش‌کاری

در این روش بدون استفاده از قالب و با استفاده از انواع چکش، میل قلوه، انبر و سندان اشیاء را به اشکال موردنظر تهیه می‌کنند و پس از هر بار عمل چکش‌کاری، قطعه را در آتش قرار می‌دهند و مجدداً آن را چکش‌کاری می‌کنند تا کاملاً به شکل موردنظر درآید.

### برداشت آلودگیها از سطح زیرساخت
سطح فلز برای بهتر چسبیدن لعاب مینا، باید کاملاً تمیز باشد. درصورتی‌که حتی اثرانگشت هنرمند بر زیرساخت باقی بماند، چربی آن مانع از ارتباط مستقیم لعاب با بدنه شده و در سطح لعاب بریدگی به وجود می‌آید.
به این منظور از روش‌های مختلفی استفاده می‌شود:
- شیء را درون مخزن شیشه‌ای متناسب با ابعاد آن حاوی نمک طعام و سرکه فرو می‌برند یا روی شیء مورد نظر مستقیماً سرکه ریخته و سپس نمک بر کلیه سطوح آن می‌پاشند و توسط برس سیمی لکه‌ها را پاک می‌کنند.
- استفاده از جوهر گوگرد (اسیدسولفوریک): در این روش شیء را درون محلول گرم اسیدسولفوریک رقیق غوطه‌ور کرده و در صورتی که شیء بیش از حد دارای لکه باشد، آن را درون اسیدسولفوریک غلیظ قرار می‌دهند و توسط برس سیمی آن را تمیز می‌کنند. سپس با آب شیء را شست‌وشو می‌دهند تا کاملاً از اسید پاک شود.
- استفاده از صابون، الیاف فلزی، سمباده و آب نمک: در پایان تمام مراحل، شیء پاک شده را با آب تمیز می‌شویند و توسط خاک اره آن را خشک می‌کنند. سپس قبل از لعاب‌کاری توسط هوای فشرده کمپرسور، آن را از هرگونه گرد و غبار پاک می‌کنند.

### آماده‌سازی لعاب
پودر لعاب به جهت غیرمحلول بودن و وزن حجمی زیاد به تنهایی نمی‌تواند مورد استفاده قرار گیرد؛ بنابراین جهت معلق کردن ذرات لعاب در آب و چسبندگی بیشتر آن، از غلظت دهنده‌های طبیعی مانند «به دانه» استفاده می‌کنند. ابتدا «به دانه» را می‌جوشانند تا لعاب آن به دست آید. سپس آن را به نسبت یک به ۱۰ با پودر لعاب مخلوط می‌کنند.

### لعاب کاری
به دو روش انجام می‌گیرد:
- روش اسپری به وسیله پیستوله: در این روش لعاب به وسیله پیستوله در اتاقک کوچکی که به آن اتاقک اسپری گفته می‌شود، روی زیرساخت پاشیده می‌شود. این اتاقک می‌بایست به سیستم تهویه مناسب مجهز باشد تا اسپری‌کننده از ذرات معلق لعاب در هوا که سمی و خطرناک است، در امان بماند. در این روش مقداری از لعاب به هدر می‌رود.
- روش دستی یا غرقاب: در این روش لعاب را روی قطعه می‌ریزند تا تمام سطح آن را بپوشاند. این روش به لحاظ جلوگیری از هدر رفتن لعاب و معلق نشدن ذرات آن در هوا، از نظر اقتصادی و از نظر بهداشتی ارجح است.

پس از لعاب‌کاری، اشیاء لعاب‌زده شده را می‌بایست در فضایی دور از هرگونه گرد و غبار در کنار کوره یا در گرم‌خانه قرار داده و حتماً قبل از قراردادن شیء در کوره، مجدداً توسط هوای فشرده غبارروبی کرد.

### پخت لعاب
پس از خشک شدن کامل لعاب و برطرف کردن هرگونه گرد و غبار از روی آن، مرحله پخت آغاز می‌شود.
برای پخت لعاب، حرارت کوره می‌بایست در حدود ۹۰۰ درجه سانتی‌گراد باشد. فرایند پخت لعاب بیش از ۲ تا ۳ دقیقه به طول نمی‌انجامد و زمانی‌که سُرخی مناسب قطعه و لعاب توسط استادکار تشخیص داده و از پخت کامل لعاب اطمینان حاصل شد، شیء را از کوره خارج کرده و در کنار کوره قرار می‌دهند تا به تدریج سرد شود. صنعتگران سنتی از دماسنج استفاده نمی‌کنند؛ فقط به تجربیات و شواهد بسنده می‌کنند. در این زمان رنگ لعاب به رنگ زرد نخودی مایل است و با از دست دادن حرارت به تدریج رنگ آن به سفیدی می‌گراید.

### آماده‌سازی رنگ
رنگ‌های مورد استفاده برای نقاشی روی زمینه مینا به رنگ‌های نسوز معروف است و عمدتاً از پودر اکسید فلزات تشکیل شده‌است. در قدیم، استادکاران میناساز، خود این رنگ‌ها را تهیه می‌کردند ولی امروزه از پودرهای رنگ آماده وارداتی استفاده می‌شود.
جهت آماده‌کردن این رنگ‌ها برای نقاشی روی اشیاء مینایی، می‌بایست ابتدا محلول صمغ عربی در آب را با گلیسیرین به نسبت یک به ۲ مخلوط کرده و پس از قراردادن پودر رنگ موردنظر بر شیشه و چکاندن چند قطره از مخلوط فوق توسط کاردک، رنگ را آماده کرده و مانند رنگ‌های آبرنگ از آن استفاده می‌کنند. در واقع مخلوط محلول صمغ عربی و گلیسیرین، عمل حلال رنگ را انجام می‌دهد.
در صورت خشک شدن باقیمانده رنگ، با چکاندن چند قطره از مخلوط صمغ عربی و گلیسیرین، مجدداً آن را برای نقاشی آماده می‌کنند. پودر رنگ را می‌توان با جوهر کاج یا جوهر اسطوخودوس آمیخته و آماده نقاشی کرد. در این صورت باید به شیوه «رنگ روغن» عمل کرد.

### انتقال طرح بر لعاب
برای این منظور، ابتدا هنرمند میناساز، طرح موردنظر خود که معمولاً برگرفته از نقوش اسلیمی و ختایی، گل و مرغ، شکارگاه و صورت‌سازی است را روی کاغذ آورده و سپس کاغذ را «سوزن‌کاری» یا «سمباده‌کاری» می‌کنند؛ به این صورت که خطوط طرح را نزدیک به هم سوراخ سوراخ می‌کنند. سپس با خاکستر یا دوده طرح را روی قطعه لعابی پیاده می‌کنند.

### نقاشی
نقاشی را می‌توان با قلم‌گیری آغاز کرد و ابتدا خطوط اصلی طرح را قلم‌گیری و سپس قسمت‌های مختلف را رنگ‌آمیزی کرد. همچنین، می‌توان ابتدا طرح را رنگ‌آمیزی و سپس دور آن را قلم‌گیری کرد.
در رنگ‌های مینایی، رنگ سفید وجود ندارد و اگر استفاده از این رنگ ضروری باشد، هنرمند با مهارت از سفیدی لعاب زمینه استفاده می‌کند یا پس از نقاشی با قلم نوک تیزی رنگ را از روی زمینه برمی‌دارد تا رنگ سفید لعاب ظاهر شود. چنانچه در طرح مورد نظر، رنگ طلایی وجود داشته باشد، در همین مرحله باید با آب طلا، نقاشی را تکمیل کرد.
همچنین، در مرحله نقاشی در صورتی که روغن‌هایی نظیر گلیسیرین یا اسطوخودوس یا روغن‌های مشابه جهت آماده‌سازی رنگ استفاده شود، باید قبل از قراردادن شیء در کوره، آن را با گذاردن روی اجاق برقی یا شعله ملایم (چراغ الکلی) یا با نزدیک‌کردن قطعه به کوره، روغن آن را به صورت دود خارج کرد و از بین برد، زیرا در غیر این صورت ممکن است که در سطح مینا منافذی بر اثر جوشش این روغن‌ها به وجود آید و سطح مینا آبله‌گون شود. هنگام نقاشی بر مینا، زیاد شدن رنگ موجب شُرّه و خرابی کار در مرحله حرارت دادن می‌شود. اگر رنگ در نقطه‌ای بیش از حد لازم باشد، می‌بایست قبل از پخت، اضافی آن را برداشت.

### پخت نقاشی
پس از آن‌که نقاشی روی لعاب پایان یافت، باید مجدداً قطعه را در کوره حرارت داد. این بار حرارت کوره می‌بایست بین ۶۰۰ تا ۷۵۰ درجه سانتی‌گراد باشد. درصورتی که جهت رنگ‌آمیزی از طلا استفاده شود، باید فرایند پخت در حرارت حداکثر ۴۵۰ درجه سانتی‌گراد صورت گیرد، زیرا در دمای بالاتر، طلا از بین خواهد رفت.
حرارت دادن مینا مخصوصاً در مرحله پخت نقاشی باید با دقت صورت پذیرد؛ چنانچه حرارت کوره یا زمان آن بیشتر از حد لزوم باشد، سبب جاری شدن رنگ یا نفوذ آن به داخل لعاب اولیه مینا می‌شود. همچنین، اگر دما و زمان کمتر از حد باشد، رنگ به خوبی پخته نمی‌شود و پس از پخت به خوبی از روی لعاب پاک شده یا به حالت کدر در می‌آید. پس از پایان پخت کار نقاشی مینا، روی آن را با لعاب شفاف با ضخامت کم می‌پوشانند و مجدداً می‌پزند.

### تکمیل کاری
لعاب، لبه دهانه و پایه اشیاء مینایی مانند گلدان، بشقاب و ظروف میناکاری مختلف را کاملاً نمی‌پوشاند و ظاهری ناخوشایند به آن می‌دهد. برای رفع این نقص، می‌بایست از زه‌های برنجی یا نقره‌ای استفاده کرد؛ به این ترتیب که ابتدا مفتول برنج یا نقره را به وسیله دستگاه نورد به‌صورت نواری با پهنای ۲میلی‌متر درآورده، سپس از سوراخ مخروطی شکل عبور داده تا به شکل ناودان درآید. سپس به وسیله آن، لبه اشیاء مینایی را پوشانده و با لحیمِ نقره جوش داد.

## نکات کلیدی برای شناخت مینای مرغوب با زیرساخت فلز
زیرساخت مینا باید یک‌نواخت و یک‌تکه بوده و فاقد قسمت‌های زائد و اضافی باشد. لبه‌های زیرساخت باید عاری از رنگ سبز و سطح آن‌ها بدون تَرک بوده و تیز و برنده نباشد. سطح اتکای ظرف، کاملاً صاف و یک‌دست باشد. لعاب مینا باید فاقد ترک، پریدگی، پوسته، حباب، سوراخ و زبری باشد و غلظت آن به‌گونه‌ای باشد که در همه قسمت‌ها یکسان بوده و دارای نقاط برجسته‌تر در سطح شیء نباشد.
سطح ظرف مینا باید از درخشندگی کافی برخوردار باشد. شفافیت، براق بودن و صیقلی بودن ظروف مینا، نشان‌دهنده استفاده از رنگ مرغوب و خوب پخته شدن آن‌ها در کوره است ولی اگر هنگام دست کشیدن بر روی ظروف زبری و ناصافی احساس شد، نشانه کیفیت نامناسب آن‌ها است.
ضخامت رنگ در نقاشی و تزئین مینا باید یک‌نواخت باشد و رنگ‌های به‌کار رفته در مرزِ طرح‌ها، درهم ادغام نشده و هماهنگ باشد. نقوش باید اصالت ایرانی داشته و در رنگ‌گذاری، طرح اصلی حفظ شده و قلم‌گیری با نهایت دقت انجام شده باشد. پرداز طرح‌ها و نقش‌ها بایستی تمیز و با ظرافت کار شده باشد. پشت ظرف باید دارای لعاب مرغوب و با کیفیت و بدون زدگی و تَرک باشد.
اگر بر روی رنگ یا لعاب داخل ظروف ترک‌خوردگی مشاهده شد، نشان‌دهنده سوخته شدن ظرف در حین کوره‌کاری است. اثر مینای اصیل و مرغوب باید دارای رقم بوده، نام هنرمند، تاریخ و محل ساخت نیز بر روی آن حک شده باشد.